# Поясничное нервное сплетение
Поясничное сплетение (лат. plexus lumbalis) — нервное сплетение. Образуется из передних ветвей трёх верхних (LI—LIII) и верхней части 4-го поясничных нервов (LIV), а также веточки от 12-го грудного нерва(ThXII). Вместе с крестцовым сплетением образует пояснично-крестцовое сплетение (лат. plexus lumbosacralis)

## Топография
Залегает сбоку от поперечных отростков поясничных позвонков под большой поясничной мышцей и даёт целый ряд ветвей, которые частично выходят из-под латерального края, частично из толщи, а частично из-под медиального края данной мышцы.

## Ветви
I. Из-под латерального края мышцы выходят:
1. Мышечные ветви (лат. rr. musculares) — отходят ещё до образования сплетения от передних ветвей I—IV поясничных спинномозговых нервов к квадратной мышце поясницы, подвздошной, большой и малой поясничным мышцам и к латеральным межпоперечным мышцам поясницы;
2. Подвздошно-подчревный нерв (лат. nervus iliohypogastricus);
3. Подвздошно-паховый нерв (лат. nervus ilioinguinalis);
4. Латеральный кожный нерв бедра (лат. nervus cutaneus femoris lateralis);
5. Бедренный нерв (лат. nervus femoralis) выходит из мышечной лакуны на бедре, отдаёт мышечные ветви, подкожные и передние кожные ветви[1].

II. Из толщи мышцы выходит:
1. Бедренно-половой нерв (лат. nervus genitofemoralis).

III. Из-под медиального края мышцы выходят:
1. Запирательный нерв (лат. nervus obturatorius);
2. Добавочный запирательный нерв (лат. nervus obturatorius accessorius).